# لات (بت)

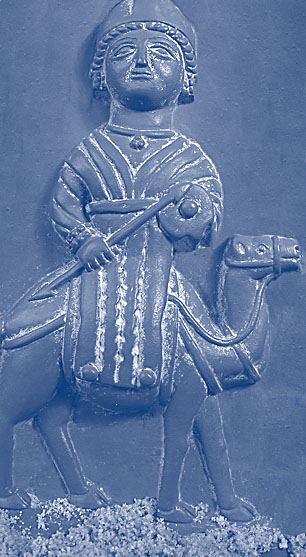
لات سوار بر شتر طائف، عربستان سعودی، حدود پانصد سال پیش از اسلام

لات یا اللات نام بت یا ایزدبانویی در عربستان پیش از اسلام و یکی از سه بت مهم مورد پرستش در مکه بوده‌است. نام این بت در قرآن در کنار دو بت دیگر به نام‌های العزی و المنات ذکر شده که از نظر اعراب پیش از اسلام، دختران الله به‌شمار می‌رفتند. افلس، بت قبیلهٔ طی یا بنی لام کنونی که چشمانی از زمرد و دندان‌های یاقوت داشت و بسیار مجلل بود. افلس در کوه اجا قرار داشت. روزی حاتم طایی با مشاهدهٔ ادرار سگی روی این بت آن را با شمشیر خراب کرد و چشمان و دندانش را صرف ضیافت از اعراب خرج کرد.
معبد لات در طائف به‌دستور پیامبر اسلام و پس از محاصرهٔ طائف و در همان سالی که غزوهٔ تبوک رخ داد، ویران شد.

## تاریخچه
| اساطیر خاورنزدیک مجموعه مقالات | اساطیر خاورنزدیک مجموعه مقالات                                                              |
| --- | ------------------------------------------------------------------------------------------- |
| |                                                                                             |
| اساطیر میان‌رودان |                                                                                             |
| اساطیر عربی |                                                                                             |
| اساطیر لاوی |                                                                                             |
| خدایان عرب پیش از اسلام |                                                                                             |
| - اساف - ایشتار - اقیصر - لات - آستارته - اترثه (سوری) - بعل شمن - بعل - بس (مصری-عربی) - ذوالخلطه - ذوالشرا - الله (سامی) - ایشتار - غبغب | - منات - مناف - نبو - نسر (بت) - هبل - شمش - عمیانس - عزی - ود - یعوق - یغوث - یالیل - جن‌ها |
| این جعبه: نمایش بحث ویرایش |                                                                                             |

در منابع قدیمی از لات به‌عنوان ارشکیگال یکی از ایزدبانوان بین‌النهرین ذکر شده‌است. همچنین لات در کارتاژ (تونس) با نام «الاتو» مورد پرستش بوده‌است.
لات در میان نبطیان پترا (اردن) و نیز در میان مردم هترا (عراق) پرستیده می‌شد و با الههٔ آتنا در یونان و مینرو در روم برابری می‌کرد. به‌گفتهٔ یولیوس ولهاوزن نبطیان لات را مادر هبل و در نتیجه مادرشوهر منات به‌شمار می‌آوردند.

## در قرآن
نام لات در قرآن سورهٔ نجم به همراه دو بت دیگر به نام‌های عزی و منات که به عنوان دخترانِ اللات (لات) مورد ستایش اعراب بودند، ذکر شده‌است و نیز در سورهٔ فجر به قوم عاد اشاره شده که مطابق کاوش‌های باستان‌شناسی انجام‌شده در ارم آن‌ها برای حفاظت از قومی به همین نام از لات مدد می‌جسته‌اند.

## ویران کردن معبد لات
در زمان پیامبر اسلام محمد پرستش لات در میان قبیلهٔ ثقیف رایج بود و آن‌ها معبدی برای لات در شهر طائف ساخته بودند که آل عَتّاب بن مالک، از بنی عَجلان ثقفی، پرده‌دار و خدمتگزار این معبد و بت لات بود. محمد پس از درگذشت حامی بزرگ خویش، ابوطالب، در سال دهم بعثت، برای جلب حمایت و همراهی قبیله ثقیف به طائف رفت، ولی بزرگان ثقیف خواست او را اجابت نکردند و به آزارش برخاستند. ثقفیان طائف، که با قریشیان مکه هم پیمان بودند، در بعضی جنگ‌های آنان با مسلمانان، همچون اُحد و حدیبیه، شرکت کردند. پس از پیروزی‌های متعدد مسلمانان، تدریجاً چند تن از افراد قبیله ثقیف به مسلمانان پیوستند. ثقفیان در غَزوهٔ حنین در سال هشتم هجری از مسلمانان شکست خوردند و به طائف گریختند که به محاصرهٔ طائف در همان سال انجامید و پس از حدود بیست روز پایان یافت. سرانجام در رمضان سال نهم، پس از بازگشت پیامبر اسلام از غزوه تبوک، بزرگان و نمایندگان ثقیف با ایشان دیدار کردند و اسلام آوردند و به‌همراه مُغِیرة بن شُعبه و ابوسفیان، که محمد آنان را مأمور تخریب معبد لات کرده بود، به طائف بازگشتند. ثقفیان پس از چند روز تردید، از بزرگان خود تبعیت کردند و به تخریب معبد رضایت دادند.